# Al-Karakiya
Al-Karakiya, död efter 1260, var en mamlukisk qiyanpoet och -musiker.
Hon var slav till sultan Baibars (regent 1270–1277).
Al-Karakiya var en sångare-slav av Baibars I, den framtida sultanen i det egyptiska mamluksultanatet. Hon fick sitt namn efter sin ägare, som fängslades som slavpojke i fästningen Karak 1239; hennes namn betyder bokstavligen "kvinnan från Karak". I klassisk arabisk litteratur beskrivs hon som en av sin tids bästa sångerska slavar. Hon var också själv poet och delvis även tonsättare till musiken av sina verser.
I klassisk arabisk litteratur nämns hon bland annat i Ibn Fadlallah al-Umaris (1301–1349) huvudverk, lexikonet Masālik al-abṣār fī mamālik al-amṣār, i hans kapitel om kända sångarslavar.